# Veikoso Poloniati
Pas d'image ? Cliquez ici

a Compétitions nationales et continentales officielles uniquement.

b Matchs officiels uniquement.
Dernière mise à jour le 28 juillet 2025.
Veikoso Poloniati, né le 27 août 1995 à Auckland (Nouvelle-Zélande), est un joueur de rugby à XV international tongien évoluant au poste de deuxième ligne.

## Carrière

### En club
Veikoso Poloniati est né à Auckland en Nouvelle-Zélande d'une famille d'origine tongienne, et il est éduqué au Sacred Heart College dans la banlieue de sa ville natale,. Il joue ensuite pendant plusieurs années au niveau amateur avec le club des East Coast Bays dans le championnat de la fédération régionale de North Harbour,.
En 2017, il déménage dans l'île du Sud et rejoint le Mackenzie Rugby Club de Fairlie, évoluant dans le championnat amateur de la province de South Canterbury,. Il joue deux saisons avec ce club, dont il est l'un des joueurs les plus performants,.
Grâce à ses performances en club, il est retenu dans l'effectif de la province de South Canterbury pour disputer la saison 2018 de Heartland Championship. Il joue dix matchs lors de la compétition, à chaque fois comme titulaire, et inscrit un essai. Il participe au bon parcours de son équipe, qui va jusqu'en finale de la Meads Cup, où elle s'incline face à Thames Valley,.
L'année suivante, il retourne vivre dans l'île du Nord, et s'installe dans la région de Wellington, où il joue dans le championnat amateur local avec les Wellington Axemen. En 2019 également, il joue avec l'équipe Development (espoir) de la franchise des Hurricanes, et affronte notamment l'équipe A du Japon,.
En 2020, il change de club et rejoint l'équipe de Old Boys University, évoluant dans le même championnat. Après une bonne saison, il est retenu dans l'effectif de la province de Wellington pour la saison 2020 de National Provincial Championship (NPC),. Avec cette équipe, il ne joue qu'un match de préparation en juillet 2020, puis n'est pas utilisé lors de la saison régulière.
La saison suivante, il est recruté par la province voisine de Manawatu pour disputer la saison 2021 de NPC,. Il rejoint parallèlement le club des Old Boys Marist au sein du championnat amateur local. Avec Manawatu, il joue son premier match au niveau professionnel à quelques jours de ses 26 ans, le 6 août 2021 contre les Counties Manukau. Il joue six rencontres lors de cette première saison, toutes en tant que remplaçant.
Dans la foulée de sa saison avec Manawatu, il rejoint la franchise des Moana Pasifika, qui vient de faire son entrée en Super Rugby pour la saison 2022. Il joue son premier match dans cette compétition le 25 mars 2022 contre les Hurricanes. Il s'impose immédiatement comme un joueur important du paquet d'avant de son équipe, grâce à sa puissance physique et son habileté technique. Il joue un total de huit matchs avec cette franchise, dont sept titularisations.
Ses performances avec les Moana Pasifika, ainsi que ses mensurations impressionnantes (2,03 m pour 132 kg), attirent alors l'attention de plusieurs clubs européens, dont le Racing 92 et le Stade toulousain. Il décide finalement de s'engager avec le Racing pour un contrat de deux saisons,.
Il arrive en France en novembre 2022, après avoir disputé la saison 2022 de NPC et avoir passé des vacances aux Tonga. Arrivé blessé et hors de forme, il ne commence à s'entraîner qu'en janvier 2023. Il joue son premier match le 28 janvier 2023, contre le Stade rochelais,. Il dispute un total de huit matchs lors de sa première saison, tous comme titulaire. Lors de sa seconde saison, il n'est utilisé qu'à dix reprises, dont quatre titularisations.
En fin de contrat avec le Racing en juin 2024, il est convoité par l'Aviron bayonnais, avec qui il s'engage finalement sur la base d'un contrat de deux saisons,.
En juillet 2025, à la fin d'une première saison où il a été peu utilisé (quatorze matchs, huit titularisations), il est libéré de sa dernière année de contrat, et quitte le club,.

### En équipe nationale
Veikoso Poloniati joue avec l'équipe des Tonga des moins de 20 ans en 2014, disputant à cette occasion le trophée mondial des moins de 20 ans, où son équipe termine à la deuxième place.
En 2018, il est sélectionné au sein du New Zealand Heartland XV (en), qui sont sélection des meilleurs joueurs du championnat éponyme,. Il joue deux rencontres avec cette sélection, contre le New Zealand Marist XV et la sélection amateure fidjienne du Vanua XV,.
Il est sélectionné pour la première fois avec l'équipe des Tonga en mai 2022 afin de participer à la Coupe des nations du Pacifique. Il obtient sa première sélection contre les Fidji le 2 juillet 2022 à Suva.

## Palmarès

### En club
- Finaliste du Heartland Championship en 2018 avec South Canterbury.

## Statistiques en équipe nationale
- 3 sélections avec les Tonga depuis 2022[2].
- 5 points (1 essai).